# Hans Joachim Scherer
Hans Joachim Scherer (* 14. Mai 1906 in Bromberg; † 16. April 1945 in Landshut) war ein deutscher Neuropathologe.

## Leben
Hans Joachim Scherer beendete seine Schullaufbahn mit der Reifeprüfung in Magdeburg und absolvierte danach von 1925 bis 1930 ein Medizinstudium an der Universität München, wo er auch 1930 zum Dr. med promoviert wurde. Anschließend war er unter Walther Spielmeyer am Hirnpathologischen Institut der Deutschen Forschungsanstalt für Psychiatrie sowie der dortigen klinischen Abteilung bei Kurt Schneider tätig, teils durch die Rockefeller-Stiftung gefördert. Ab 1932 war er Assistenzarzt am Pathologischen Institut der Charité bei Robert Rössle. Seine Forschungsschwerpunkte lagen zunächst auf der Kleinhirnpathologie, der vergleichenden Neuro- und später Tumorpathologie.
Nach der Machtübergabe an die Nationalsozialisten wurde er im August 1933 kurzzeitig von der Gestapo festgenommen, wahrscheinlich wegen seiner Kontakte zu jüdischen Freunden, mit denen er in seiner Wohnung in englischer Sprache kommunizierte. Im September 1933 flüchtete er nach Paris und noch im selben Jahr nach Antwerpen, wo er bei dem Pathologen L. van Bogaert am Anatomischen Laboratorium des Instituts Bunge eine Anstellung fand. Er publizierte zur Gliomentwicklung und forschte auch zur Pathologie des Nervensystems. Sein Name tauchte 1936/37 auf einer in London erschienenen Liste von in Deutschland verfolgten Wissenschaftlern auf. Er heiratete eine Belgierin, blieb aber deutscher Staatsbürger, nachdem sein Antrag auf Erhalt der belgischen Staatsbürgerschaft abgelehnt worden war. Von Anfang Mai 1939 bis zum Frühjahr 1942 war er an der HNO-Universitätsklinik in Gent beschäftigt. Im Sommer 1939 hielt er Vorträge in den USA. Nach Beginn des Zweiten Weltkrieges soll er eigenen Angaben zufolge am 10. Mai 1940 von belgischer Polizei verhaftet worden und zeitweise in Frankreich interniert worden sein. Nach der deutschen Besetzung Belgiens durch die Wehrmacht versuchte Scherer erfolglos die Leitung des Instituts Bunge von Bogaert zu übernehmen.
Ab März 1942 war er am Neuropathologischen Laboratorium des Neurologischen Forschungsinstituts unter Viktor von Weizsäcker an der Universität Breslau tätig. Dort untersuchte er hirnpathologisch sowie histologisch zu „Forschungszwecken“ die Gehirne und das Rückenmark von Kindern, die in der Kinderfachabteilung der Heil- und Pflegeanstalt Loben ermordet worden waren. Scherer erlag in der Kriegsendphase am 16. April 1945 infolge eines Bombenangriffs auf Landshut seinen Verletzungen.

## Schriften (Auswahl)
- Über Riesenfaltenbildung der Magenschleimhaut, Bergmann, München 1930. Aus: Frankfurter Zeitschrift f. Pathologie. Bd. 40, Heft. 2 (zugleich Dissertation Universität München)
- Vergleichende Pathologie des Nervensystems der Säugetiere, unter besonderer Berücksichtigung der Primaten: Ein Versuch, G. Thieme, Leipzig 1944